# Suriname (film)
Suriname is een Nederlandse film uit 2020 van Danny Leysner die in première ging op 22 februari 2020.

## Verhaal
Winston Righter (Rodney Lam) zit aan het bed van de zojuist overleden Ma Jot Bellamie (Jetty Mathurin), zijn pleegmoeder die hem en zijn zus als kind in huis heeft genomen. De rest van de film is een flashback op de gebeurtenissen voorafgaand dit overlijden. Winston Righter, minister voor Natuurlijke Hulpbronnen, doet een gooi naar het presidentschap als bekend wordt dat huidige president Da Silva zich niet verkiesbaar stelt voor de herverkiezingen. Hij is aanwezig op een feest van Cleo Bellamie en haar man Milton, een politieagent. Cleo is de biologische dochter van Winstons pleegmoeder en wil zich eveneens verkiesbaar stellen voor het presidentschap. Ma Jot Bellamie - die wegens ziekte niet lang meer te leven heeft - lijkt echter meer support voor Winston te hebben dan voor haar eigen dochter en noemt Winston consequent "het beste paard van de stal."
Een oude bekende van Winston uit het criminele circuit, Virgil (Josylvio), komt ter ore dat Winston zich beschikbaar stelt als presidentskandidaat. Hij vindt dat Winston hem nog geld schuldig is voor zaken uit het verleden, en probeert met hem in contact te komen via Winston's neef Steven (Cyriel Guds) en diens vriendin Nadia (Fajah Lourens), die een drugsdeal met enkele Colombianen op proberen te zetten die niet echt lijkt te lukken. Virgil belooft hem bij deze deal te helpen als Steven een ontmoeting met Winston voor hem regelt. Als Steven en Nadia later een feestje geven waar Winston ook aanwezig is, verschijnt Virgil ook op het feest en vraagt Winston om zijn geld. Winston wijst hem af en Virgil verlaat het feest.
Als Winston later zijn zus Connie (Winonah de Jong) en de kinderen van hem en zijn ex (Liza Sips) meeneemt op een uitstapje, wordt hij beschoten door Virgil en enkele van zijn bendeleden. Connie wordt hierbij doodgeschoten en uit woede pakt Winston zelf een geweer en gaat hij achter Virgil en zijn bendeleden aan. Hij wordt hierbij zelf in zijn arm geschoten. Later, als zijn beveiligingsmannen twee van de bendeleden vasthouden, executeert Winston hen uit wraak voor Connie's dood. Winston's kinderen, die in de auto zitten, zien deze executie met eigen ogen gebeuren. Nadat Winston in het ziekenhuis wordt geopereerd vlucht hij met zijn ex en de kinderen naar een buitenhuis aan de Surinamerivier. Omdat Winston denkt dat zijn neef Steven er iets mee te maken heeft, verbiedt hij hem om nog langer contact met hem op te nemen en verbiedt hij Steven ook om naar de begrafenis van Connie te komen.
Uit boosheid dat hij niet bij de begrafenis aanwezig mocht zijn, neemt Steven contact op met Virgil om de deal met de Colombianen in gang te zetten. In ruil daarvoor wil Virgil Winston hebben. Steven wordt gegrepen door twijfel, maar Nadia legt druk op Steven om met Virgil in zee te gaan. Ook blijkt Ma Jot Bellamie in het complot van Virgil te zitten. De deal wordt daarom doorgezet en er wordt een ontmoeting met de Colombianen afgesproken. Steven kiest later uiteindelijk toch voor Winston en schiet Nadia dood nadat hij hun relatie beëindigt. Milton, die het onderzoek leidt naar de geëxecuteerde bendeleden, vermoed dat Winston iets met de executie te maken heeft en wil hem daarvoor vervolgen om zo te zorgen dat zijn vrouw president kan worden. Als hij dit door wil zetten naar een arrestatie wordt hij echter vermoordt door corrupte politieagenten. Winston en Steven komen vervolgens opdagen bij de deal met de Colombianen en laten de Colombianen Virgil's bendeleden doodschieten en Virgil zelf in elkaar slaan. Winston geeft vervolgens het genadeschot en vermoordt Virgil met de woorden "Voor Connie."
Op het einde van de film is de scene te zien van het sterfbed van Ma Jot Bellamie, waarbij ze haar betrokkenheid bij de gang van zaken bekent. Winston neemt haar ademhalingsapparaat af, en drukt vervolgens een hand op haar mond om haar te laten stikken. Het blijkt dat Ma Jot Bellamie niet zelf overleden is, maar is vermoord door Winston uit wraak voor haar betrokkenheid bij de acties van Virgil.

## Rolverdeling
| Acteur          | Personage                |
| --------------- | ------------------------ |
| Rodney Lam      | Winston Righter          |
| Cyriel Guds     | Steven                   |
| Josylvio        | Virgil                   |
| Jetty Mathurin  | Ma Jot Bellamie          |
| Liza Sips       | Femke Righter            |
| Fajah Lourens   | Nadia                    |
| Rosita Dameri   | Cleo Bellamie            |
| Fernando Halman | Milton                   |
| Winonah de Jong | Concita "Connie" Righter |
| Rodney Glunder  | Guno                     |

## Trivia
In eerste instantie werd Imanuelle Grives gecast voor de rol van Nadia. In juli 2019 tijdens het festival Tomorrowland in Boom (België) werd Grives echter aangehouden door de Belgische politie. Ze bleek meer dan honderd xtc-pillen, 20 gram cocaïne, een kleine 10 gram ketamine en enkele hoeveelheden MDMA en amfetamine bij zich te hebben. Ook op de Airbnb-locatie waar de actrice verbleef, werden drugs aangetroffen. Zij zou zich met haar actie hebben voorbereid op een rol in een drugsfilm. Haar rol werd vanwege de arrestatie overgenomen door Fajah Lourens.